# Maksim Gruznov
Maksim Gruznov, né le 21 avril 1974 à Narva en Estonie, est un footballeur estonien, devenu entraîneur à l'issue de sa carrière, qui évoluait au poste d'attaquant.

## Biographie

### Carrière de joueur
Maksim Gruznov dispute 7 matchs en Coupe de l'UEFA, pour un but inscrit, et 10 matchs en Coupe Intertoto, pour deux buts inscrits,.
Il est le meilleur buteur de l'histoire du championnat d'Estonie de première division avec 304 buts, inscrits en vingt-et-un saisons.

## Palmarès

### En club
- Avec le Lantana Tallinn
  - Champion d'Estonie en 1996 et 1997
  - Vainqueur de la Supercoupe d'Estonie en 1998

- Avec le Narva Trans
  - Vainqueur de la Coupe d'Estonie en 2001
  - Vainqueur de la Supercoupe d'Estonie en 2007 et 2008

### Distinctions personnelles
- Meilleur buteur de Meistriliiga en 1994 (21 buts), 2001 (37 buts) et 2006 (31 buts)